# Campeonato Sudamericano de Atletismo

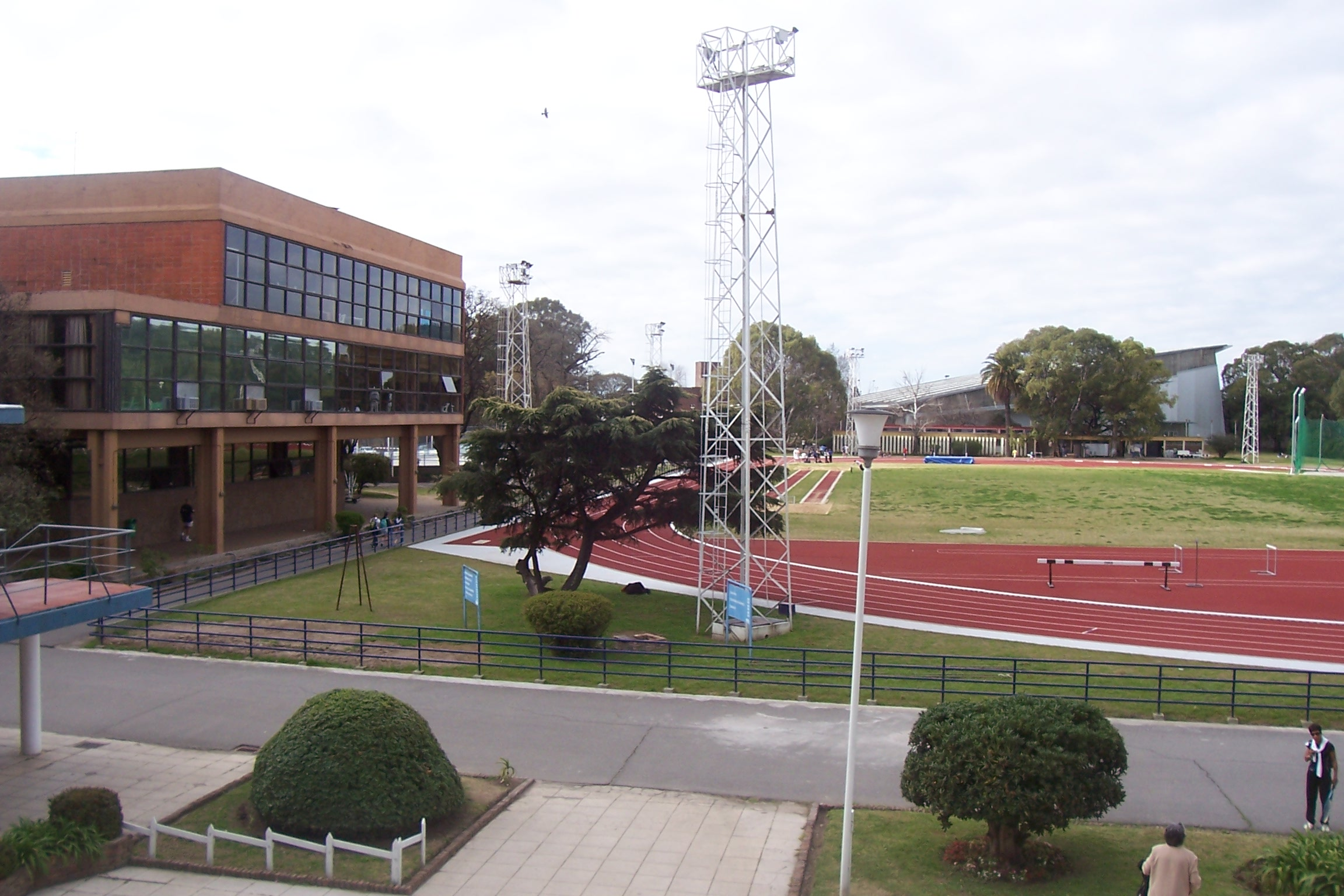
El CeNARD de Buenos Aires, sede del Campeonato Sudamericano de Atletismo de 2011.

El Campeonato Sudamericano de Atletismo es organizado desde 1919 y cada dos años por la Confederación Sudamericana de Atletismo (ConSudAtle). Es la mayor prueba atlética a nivel sudamericano.

## Edición
| N.º |  | Año  | Sede                | País      | Estadio                                         | País Ganador |
| --- |  | ---- | ------------------- | --------- | ----------------------------------------------- | ------------ |
| 1   |  | 1919 | Montevideo          | Uruguay   |                                                 | Chile        |
| 2   |  | 1920 | Santiago            | Chile     | Campos de Sports de Ñuñoa                       | Chile        |
| 3   |  | 1924 | Buenos Aires        | Argentina |                                                 | Argentina    |
| 4   |  | 1926 | Montevideo          | Uruguay   |                                                 | Argentina    |
| 5   |  | 1927 | Santiago            | Chile     | Campos de Sports de Ñuñoa                       | Argentina    |
| 6   |  | 1929 | Lima                | Perú      |                                                 | Argentina    |
| 7   |  | 1931 | Buenos Aires        | Argentina |                                                 | Argentina    |
| 8   |  | 1933 | Montevideo          | Uruguay   |                                                 | Argentina    |
| 9   |  | 1935 | Santiago            | Chile     | Estadio Militar                                 | Chile        |
| 10  |  | 1937 | São Paulo           | Brasil    |                                                 | Brasil       |
| 11  |  | 1939 | Lima                | Perú      |                                                 | Chile        |
| 12  |  | 1941 | Buenos Aires        | Argentina |                                                 | Argentina    |
| 13  |  | 1943 | Santiago            | Chile     | Estadio Nacional                                | Chile        |
| 14  |  | 1945 | Montevideo          | Uruguay   |                                                 | Argentina    |
| 15  |  | 1947 | Río de Janeiro      | Brasil    |                                                 | Argentina    |
| 16  |  | 1949 | Lima                | Perú      |                                                 | Argentina    |
| 17  |  | 1952 | Buenos Aires        | Argentina |                                                 | Argentina    |
| 18  |  | 1954 | São Paulo           | Brasil    | Estadio Pacaembú                                | Brasil       |
| 19  |  | 1956 | Santiago            | Chile     | Estadio Nacional                                | Argentina    |
| 20  |  | 1958 | Montevideo          | Uruguay   |                                                 | Brasil       |
| 21  |  | 1961 | Lima                | Perú      |                                                 | Argentina    |
| 22  |  | 1963 | Cali                | Colombia  |                                                 | Venezuela    |
| 23  |  | 1965 | Río de Janeiro      | Brasil    |                                                 | Argentina    |
| 24  |  | 1967 | Buenos Aires        | Argentina |                                                 | Brasil       |
| 25  |  | 1969 | Quito               | Ecuador   | Estadio Olímpico Atahualpa                      | Brasil       |
| 26  |  | 1971 | Lima                | Perú      |                                                 | Brasil       |
| 27  |  | 1974 | Santiago            | Chile     | Estadio Nacional                                | Brasil       |
| 28  |  | 1975 | Río de Janeiro      | Brasil    |                                                 | Brasil       |
| 29  |  | 1977 | Montevideo          | Uruguay   |                                                 | Brasil       |
| 30  |  | 1979 | Bucaramanga         | Colombia  |                                                 | Brasil       |
| 31  |  | 1981 | La Paz              | Bolivia   |                                                 | Brasil       |
| 32  |  | 1983 | Santa Fe            | Argentina |                                                 | Brasil       |
| 33  |  | 1985 | Santiago            | Chile     | Estadio Nacional                                | Brasil       |
| 34  |  | 1987 | São Paulo           | Brasil    |                                                 | Brasil       |
| 35  |  | 1989 | Medellín            | Colombia  |                                                 | Brasil       |
| 36  |  | 1991 | Manaus              | Brasil    |                                                 | Brasil       |
| 37  |  | 1993 | Lima                | Perú      |                                                 | Brasil       |
| 38  |  | 1995 | Manaus              | Brasil    |                                                 | Brasil       |
| 39  |  | 1997 | Mar del Plata       | Argentina |                                                 | Brasil       |
| 40  |  | 1999 | Bogotá              | Colombia  |                                                 | Brasil       |
| 41  |  | 2001 | Manaus              | Brasil    |                                                 | Brasil       |
| 42  |  | 2003 | Barquisimeto        | Venezuela | Polideportivo Máximo Viloria                    | Brasil       |
| 43  |  | 2005 | Cali                | Colombia  | Estadio Olímpico Pascual Guerrero               | Brasil       |
| 44  |  | 2006 | Tunja               | Colombia  | Estadio La Independencia                        | Brasil       |
| 45  |  | 2007 | São Paulo           | Brasil    |                                                 | Brasil       |
| 46  |  | 2009 | Lima                | Perú      | Villa Deportiva Nacional                        | Brasil       |
| 47  |  | 2011 | Buenos Aires        | Argentina | Centro Nacional de Alto Rendimiento Deportivo   | Brasil       |
| 48  |  | 2013 | Cartagena de Indias | Colombia  | Parque de Atletismo Campo Elías Gutiérrez       | Brasil       |
| 49  |  | 2015 | Lima                | Perú      | Estadio Atlético de la Videna                   | Brasil       |
| 50  |  | 2017 | Luque               | Paraguay  |                                                 | Brasil       |
| 51  |  | 2019 | Lima                | Perú      | Estadio Atlético de la Villa Deportiva Nacional | Brasil       |
| 52  |  | 2021 | Guayaquil           | Ecuador   | Estadio Modelo Alberto Spencer                  | Brasil       |
| 53  |  | 2023 | Sao Paulo           | Brasil    | Centro Olímpico de São Paulo                    | Brasil       |
| 54  |  | 2025 | Mar del Plata       | Argentina | Estadio Justo Ernesto Román                     | Brasil       |

## Medallero
Actualizado hasta Mar del Plata 2025
| Núm.  | País                  | Oro  | Plata | Bronce | Total | Orden por Total |
| ----- | --------------------- | ---- | ----- | ------ | ----- | --------------- |
| 1     | Brasil                | 763  | 619   | 502    | 1884  | 1               |
| 2     | Argentina             | 376  | 371   | 392    | 1139  | 2               |
| 3     | Chile                 | 301  | 328   | 378    | 1007  | 3               |
| 4     | Colombia              | 211  | 259   | 188    | 658   | 4               |
| 5     | Venezuela             | 89   | 104   | 130    | 323   | 5               |
| 6     | Uruguay               | 54   | 70    | 95     | 219   | 6               |
| 7     | Perú                  | 51   | 76    | 91     | 218   | 7               |
| 8     | Ecuador               | 47   | 61    | 77     | 185   | 8               |
| 9     | Panamá                | 9    | 7     | 14     | 30    | 9               |
| 10    | Paraguay              | 8    | 7     | 10     | 25    | 10              |
| 11    | Bolivia               | 4    | 11    | 22     | 37    | 11              |
| 12    | Surinam               | 4    | 1     | 3      | 8     | 12              |
| 13    | Guyana                | 2    | 3     | 11     | 13    |                 |
| 14    | Antillas Neerlandesas | 0    | 0     | 1      | 1     | 14              |
| 15    | Aruba                 | 0    | 0     | 0      | 1     | 15              |
| TOTAL | TOTAL                 | 1874 | 1871  | 1866   | 5611  |                 |

## Países campeones
| País      | Campeonatos |
| --------- | ----------- |
| Brasil    | 34          |
| Argentina | 14          |
| Chile     | 5           |
| Venezuela | 1           |
| Bolivia   | 0           |
| Colombia  | 0           |
| Ecuador   | 0           |
| Guyana    | 0           |
| Panamá    | 0           |
| Paraguay  | 0           |
| Surinam   | 0           |
| Uruguay   | 0           |